# Fricativa bilabial surda
A consoante fricativa bilabial surda é um tipo de fone consonantal empregados em alguns idiomas. Seu símbolo no Alfabeto Fonético Internacional é o ɸ, e seu equivalente X-SAMPA é p\.

## Características
- O modo de articulação é fricativo, que significa que é produzido contraindo o fluxo de ar através por um canal apertado no ponto de articulação, causando uma turbulência.
- O ponto de articulação é bilabial, que significa que é articulado com ambos os lábios.
- A fonação é surda, que significa que as pregas vocais não vibram durante a articulação.
- É uma consoante oral, sonante, que significa que permite que o ar escape pela boca.
- É uma consoante central, que significa que é produzido permitindo a passagem da corrente de ar fluir pelo meio da língua ao invés das laterais.
- O mecanismo de ar é egressivo, que significa que é articulado empurrando o ar para fora dos pulmões através do aparelho vocal.

## Ocorrências
| Língua     | Língua                   | Palavras         | AFI               | Significado | Notas |
| ---------- | ------------------------ | ---------------- | ----------------- | ----------- | --- |
| Ainu       | Ainu                     | フチ             | [ɸu̜tʃi]           | Avó         | |
| Angor      | Angor                    | fi               | [ɸi]              | Corpo       | |
| Bengali    | Dialetos do Bangladesh   | ফল               | [ɸɔl]             | Fruta       | Alofone de /f/ em Bangladesh e Tripurá, /pʰ/ em dialetos ocidentais. |
| Caingangue | Caingangue               | fy               | [ɸɨ]              | Semente     | |
| jeje       | jeje                     | éƒá              | [éɸá]             | Ele polio   | Contrasta com /f/. |
| Italiano   | Toscano                  | i capitani       | [iˌhäɸiˈθäːni]    | Os capitães | Alofone intervocálico de /p/. |
| Itelmen    | Itelmen                  | чуфчуф           | [tʃuɸtʃuɸ]        | Chuva       | |
| Japonês    | Japonês                  | 腐敗 / fuhai     | [ɸɯhai]           | Decair      | Alofone de /h/ antes de /ɯ/. |
| Coreano    | Coreano                  | 후두개 / hudugae | [ɸʷudugɛ]         | Epiglote    | Alofone de /h/ antes de /u/. |
| Kuama      | Kuama                    | [kòːɸɛ́]          | [kòːɸɛ́]           | Cesta       | |
| Mao        | Mao                      | [ʔɑ̄ˈɸɑ́ŋ]         | [ʔɑ̄ˈɸɑ́ŋ]          | Vazio       | |
| Māori      | Māori                    | whakapapa        | [ɸakapapa]        | Genealogia  | |
| Nepali     | Nepali                   | वाफ               | [bäɸ]             | Vapor       | Alofone de /pʰ/. |
| Odoodee    | Odoodee                  | pagai            | [ɸɑɡɑi]           | Coco        | |
| Espanhol   | Alguns falantes          | fuera            | [ˈɸwe̞ɾa̠]          | Fora        | Variante não padrão de /f/. |
| Espanhol   | Europeu padrão           | pub              | [ˈpa̠ɸ̞]            | Bar         | Aproximante; alofone de /b/ antes de uma oclusiva. |
| Espanhol   | Peninsular norte-central | abdicar          | [a̠ɸðiˈka̠ɾ]        | Abdicar     | Alofone de /b/ na coda. Nesse dialeto, as obstruents da coda surda - /p, t, k/ - são realizadas como fricativas apenas se precedem uma consoante expressa; caso contrário, eles surgem como paradas. |
| Espanhol   | Peninsular do sul        | los vuestros     | [lɔʰ ˈɸːwɛʰtːɾɔʰ] | Seus        | Varia com [βː] em alguns sotaques. Alofone de /b/ após /s/. |
| Shompen    | Shompen                  | [koɸeoi]         | [koɸeoi]          | Bancada     | |
| Sylheti    | Sylheti                  | ꠙꠥꠀ               | [ɸua]             | Menino      | |
| Taitiano   | Taitiano                 | ʻōfī             | [ʔoːɸiː]          | Cobra       | Alofone de /f/ |
| Turco      | Alguns falantes          | ufuk             | [uˈɸuk]           | Horizonte   | Alofone de /f/ antes de vogais arredondadas e, em menor grau, palavra - finalmente após vogais arredondadas.                                                                                         |
| Turcomeno  | Turcomeno                | fabrik           | [ɸabrik]          | Fábrica     | |